# Ryan Davies
Ryan Davies (22 de enero de 1937 - 22 de abril de 1977) fue un comediante, actor, músico, cantante y compositor galés.
Durante los 11 años que duró su carrera, se hizo ampliamente conocido en Gales y algunas partes de Inglaterra, gracias a su trabajo con Ronnie Williams en el dúo cómico Ryan a Ronnie, producido por la BBC de Gales y transmitido por Sianel Pedwar Cymru (S4C).

## Primeros años
Davies nació en Glanamman, al sur de Gales, el 22 de enero de 1937. Ya de niño, habría mostrado interés por la música y la actuación, componiendo canciones en el piano de su casa, tocando en el Angel pub de Glanamman, e imitando los números de Charles Chaplin.
Luego de dos años en la RAF, Davies estudió en Bangor, para convertirse en profesor, y en la Central School of Speech and Drama de Londres.
Durante cinco años, trabajó como docente de primaria en una escuela de Croydon. En este período, habría comenzado a participar de manera regular en el Eisteddfod Nacional de Gales, con el grupo London Welsh. En 1965, decidió dedicarse a la actuación de manera profesional.

## Carrera

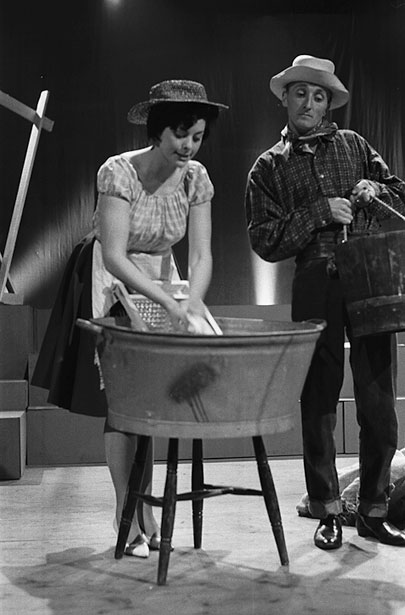
Davies actuando con Margaret Williams en 1967

La primera aparición profesional de Davies fue en el Eisteddfod de Aberavon, en 1966. Su talento fue rápidamente reconocido por la BBC de Gales y se hizo un nombre en programas de televisión en galés, como la comedia Fo a Fe . 
Meredydd Edwards, director de Light Entertainment, fue quien juntó a Davies con Ronnie Williams para que realizaran presentaciones en conjunto. Ambos ya habían actuado juntos  en una producción de 1976, junto con Johnny Tudor y Gillian Thomas.
El dúo tuvo un éxito inmediato con su programa de televisión en galés Ryan a Ronnie, que los catapultó al circuito de conciertos y cabaret en Gales.
El programa se hizo tan popular que se comisionó su traslado a lo BBC1, donde se emitió en inglés. Entre 1971 y 1973 se emitieron tres temporadas de Ryan a Ronnie. 
Todo esto les permitió ganarse una audiencia mucho mayor y expandir su popularidad más allá de Gales, siendo los primeros cómicos en hacer series de televisión tanto en galés como en inglés. A menudo se los ha llamado la versión galesa de Morecambe and Wise.
La especialidad de Davies era disfrazarse de una típica ama de casa galesa en un sketch semanal del programa, conocido como "Our House". En este, Davies interpretaba a "Mamá" y Williams a "Will", el padre. 
De manera paralela, Davies desarrolló una carrera solista como actor, cantante, pianista y compositor. También tuvo un papel en la película de 1972 Under Milk Wood (Bajo el bosque lechoso). 
Algunas de sus composiciones más conocidas son "Hen Geiliog y Gwynt", "Nadolig Pwy a Wyr", y "Blodwen a Meri", interpretada junto con Ronnie Williams.
Varias de las canciones escritas por Davies han sido reversionadas por otros artistas, incluyendo "Ti a dy ddoniau" (por Jodie Marie ) e "Yn y bore" (por Emyr Wyn Gibson y Steve Pablo Jones).
Davies y Williams se separaron en 1975, mencionando la mala salud de Williams como la razón oficial. Sin embargo, Williams terminaría sobreviviendo a Davies por 20 años.
Luego de que Williams decidiera dejar de actuar, Davies emprendió una carrera en solitario con un concierto en el club nocturno Top Rank, en Swansea. Allí, Davies ofreció una notable interpretación de Myfanwy, canción a la que describió como «la mejor canción de amor jamás escrita».
La grabación en vivo de esta versión se incluyó en su álbum Ryan at the Rank, y se convirtió rápidamente en una de sus interpretaciones más destacadas y conocidas. Hoy en día, el álbum es considerado un clásico.
Asimismo, Davies continuó apareciendo en televisión y en pantomimas navideñas tradicionales en el Swansea Grand Theatre hasta su muerte en 1977.

## Vida personal
Ryan se casó con su novia de la infancia, Irene. Tuvieron una hija llamada Bethan y un hijo llamado Arwyn, quien también se convirtió en actor.

## Muerte
El 22 de abril de 1977, Davies falleció repentinamente de un ataque de asma mientras visitaba a unos amigos estadounidenses en Buffalo, Nueva York . Tenía 40 años. 
Una de sus canciones más conocidas, "Pan Fo'r Nos yn Hir", se interpretó en su funeral.

## Filmografía
- Bajo el Bosque Lechoso (1972) – El Segundo Hombre